# Усть-Уйська сільська рада
Усть-У́йська сільська рада (рос. Усть-Уйский сельский совет) — сільське поселення у складі Цілинного району Курганської області Росії.
Адміністративний центр — село Усть-Уйське.
Населення сільського поселення становить 929 осіб (2017; 1160 у 2010, 1478 у 2002).

## Склад
До складу сільського поселення входять:
| Населений пункт          | Населення, осіб (2002) | Населення, осіб (2010) |
| ------------------------ | ---------------------- | ---------------------- |
| Красний Октябр, присілок | 234                    | 178                    |
| Підуровка, присілок      | 246                    | 163                    |
| Усть-Уйське, село        | 998                    | 819                    |